# 井田制

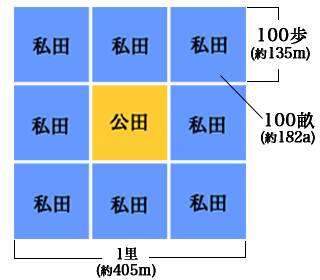
井田制の図解

井田制（せいでんせい、拼音: jǐngtián zhì）とは、中国の古代王朝である周で施行されていたといわれる土地制度のこと。周公旦が整備したといい、孟子はこれを理想的な制度であるとした。

## 概要
1里四方、900畝の田を「井」の字の形に9等分する。そうしてできる9区画のうち、中心の1区画を公田といい、公田の周りにできる8区画を私田という。私田はそれぞれ8家族に与えられる。公田は共有地として8家族が共同耕作し、そこから得た収穫を租税とした。以上のような内容が孟子によって語られているが、ほとんど伝説上の制度といってよく、その実態は依然として不明である。1920年には胡適が疑古の立場から架空の制度であると主張し、論争になった。
なお、畝（ほ）というのは中国で用いられた土地面積の単位で、10歩平方の土地、すなわち100方歩を意味する。1歩は6尺であるから、1畝は600尺四方とも言うことができる。尺の長さは時代によって変わるため畝の表す広さも一定ではないが、周代の頃の1畝をメートル法に換算すると、およそ1.82aであると考えられている。よって井田制における一区画は100畝(182a)の面積を有することになる。
儒教を旨とし、周（特に周公旦）の政治を理想とする政治家や儒家によってしばしば参考にされている。
また、日本の奈良時代に行われた条里制もこれを参考にしたものといわれている。

## 日本での井田制

### 岡山藩・友延新田（とものぶしんでん）
江戸時代、岡山藩主の池田光政・綱政親子は、重臣の津田永忠に命じて干拓地に友延新田（現在の備前市）を造成する際、古代中国に倣って井田制を適用した。友延新田は、南北に長い長方形の上井田（かみいた、1670年完成）と、正方形の下井田（しもいた、1688年完成）とから成り、後楽園内にもこれを模した100分の1規模の井田が設けられている。
儒教の理想的仁政を実現すべく、上井田の造成当初は9田に1田を公田とする運用で開始したが、やがて藩の財政危機や飢饉に見舞われて他の農地と同等の租税率に引き上げたため、実際には井田制として機能した期間はごく短い。下井田は、庶民の教育施設として創立した閑谷学校の財政基盤を支える校田に割り当てられた。

## その他の土地制度
- 均田制（北魏に始まり、隋・唐でも採用された土地制度）